# Aostatal
Die Region Aostatal (italienisch Valle d’Aosta; französisch Vallée d’Aoste [valeˈdɔst] ⓘ; frankoprovenzalisch Val d’Oûta [val d'uta] ⓘ; walserdeutsch Augschtalann oder Ougstalland; deutsch veraltet Augsttal) ist eine autonome Region mit Sonderstatut in Italien. Die Region, amtlich Regione Autonoma Valle d’Aosta – Région Autonome Vallée d’Aoste, hat eine Fläche von 3262 km² und 122.877 Einwohner (Stand 31. Dezember 2023). Sie ist somit die kleinste Region Italiens, sowohl flächen- als auch bevölkerungsmäßig. Die Hauptstadt ist Aosta (französisch Aoste).

## Geographie

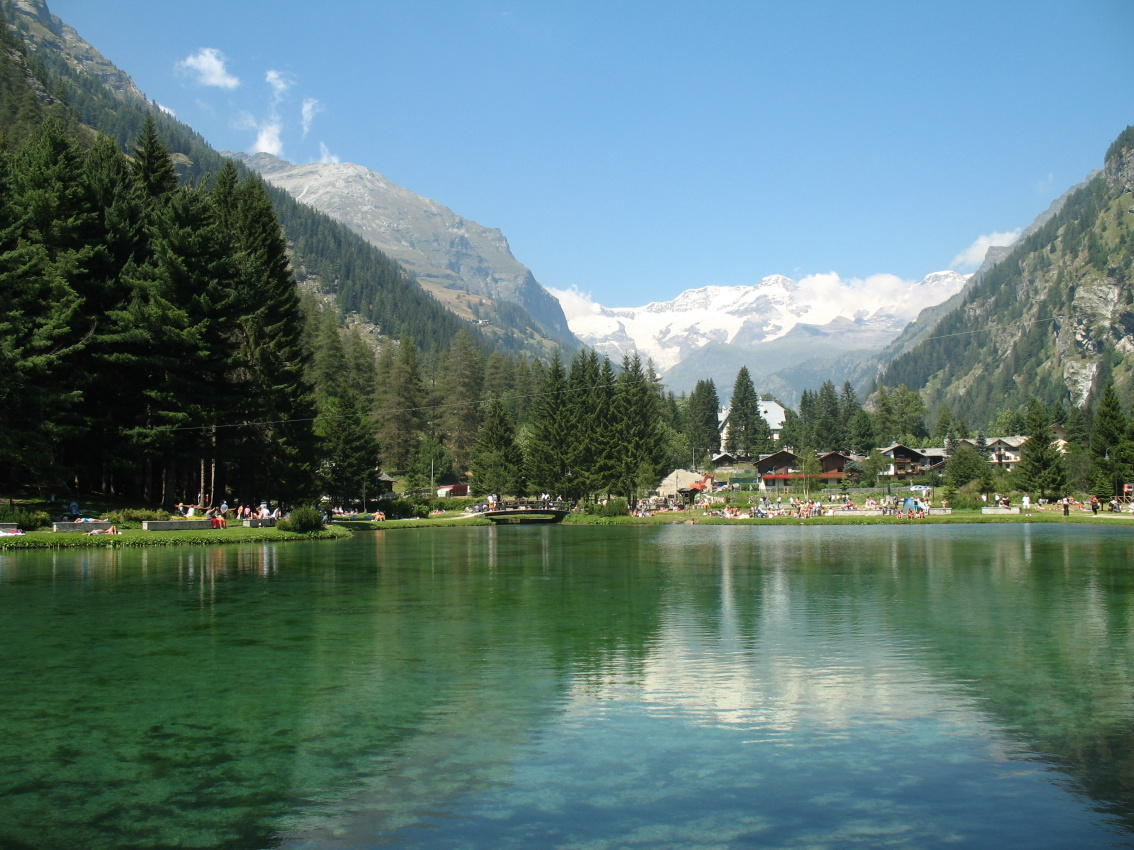
Landschaft beim Goversee, Gressoney-Saint-Jean

Die Region Aostatal grenzt nördlich an die Schweiz (Kanton Wallis), westlich an Frankreich (Départemente Haute-Savoie und Savoie), südlich und östlich an die Region Piemont (Metropolitanstadt Turin, Provinzen Biella und Vercelli).
Die Region besteht aus dem Tal der Dora Baltea (französisch Doire Baltée), eines Nebenflusses des Po, und mehreren Nebentälern in den Alpen. Der bedeutendste Zufluss der Dora Baltea ist der Buthier. Große Seitentäler sind im Norden das Ferret-Tal, das Valpelline-Tal, das Valtournenche, das Ayas-Tal und das Lystal (auch Gressoney-Tal), und im Süden das Val Vény, das Tal von La Thuile, das Valgrisenche-Tal, das Rhêmes-Tal, das Valsavarenche-Tal und das Cogne-Tal.
An der Westgrenze des Tales liegt der Mont Blanc, der höchste Gipfel der Alpen, an der Nordgrenze der Monte Rosa (französisch Mont Rose). Das Gebiet umfasst den nördlichen Teil des Nationalparks Gran Paradiso, einen Regionalpark (italienisch Parco Naturale del Mont-Avic, französisch Parc naturel du Mont-Avic) und mehrere kleinere Naturschutzgebiete sowie Skigebiete.

### Unionen Aostataler Gemeinden

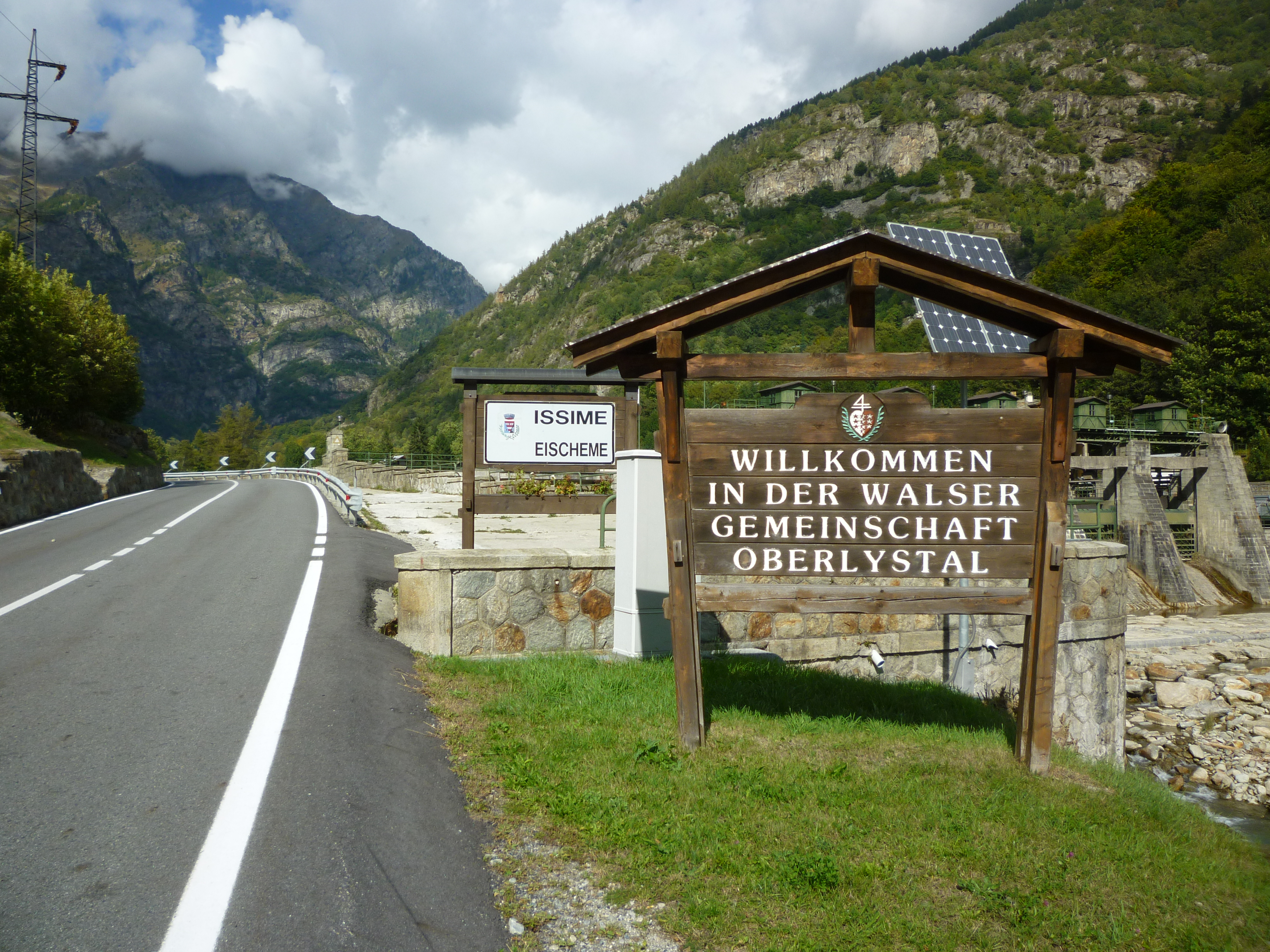
Walsergemeinschaft Oberlystal, bei Issime

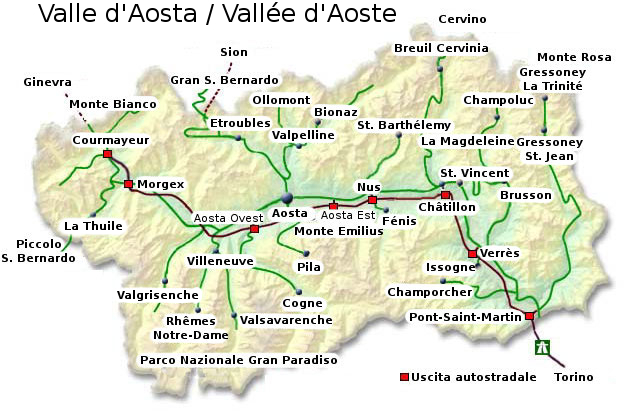
Karte des Aostatals

Das Aostatal ist nicht in Provinzen unterteilt. Alle provinzialen Kompetenzen sind an die Region übergegangen. Allerdings sind die 74 Gemeinden – mit der Ausnahme Aostas – in acht Unionen Aostataler Gemeinden (französisch Unités des Communes Valdôtaines) organisiert, welche die früheren Berggemeinschaften (italienisch Comunità montane, französisch Communautés de montagne) abgelöst haben.
| Union Aostataler Gemeinden                         | Hauptort          | Einwohner | Anzahl Gemeinden |
| -------------------------------------------------- | ----------------- | --------- | ---------------- |
| Unité des Communes valdôtaines Évançon             | Verrès            | 11.651    | 9                |
| Unité des Communes valdôtaines Grand-Paradis       | Villeneuve        | 15.819 2  | 13 2             |
| Unité des Communes valdôtaines Grand-Combin        | Gignod            | 5.774     | 11               |
| Unité des Communes valdôtaines Mont-Émilius        | Quart             | 22.648    | 10               |
| Unité des Communes valdôtaines Mont-Cervin         | Châtillon         | 16.982    | 12               |
| Unité des Communes valdôtaines Mont-Rose           | Pont-Saint-Martin | 9.858     | 9                |
| Unité des Communes valdôtaines Valdigne-Mont-Blanc | La Salle          | 8.939     | 5                |
| Union der Aostataler Walsergemeinden               | Issime            | 2.019     | 4                |
|                                                    |                   | 93.690 1  | 73 1             |

### Gemeinden
Die Gemeindenamen wurden während der Zeit des Faschismus italianisiert, nach dem Zweiten Weltkrieg aber in ihrer französischen Fassung wiederhergestellt. Die italienischen Übersetzungen sind, anders als in Südtirol, abgeschafft worden. Nur die Hauptstadt trägt neben einem französischen zusätzlich einen italienischen Ortsnamen.
Nachstehend sind die größten Gemeinden (> 2000 Einwohner) aufgelistet (Stand 31. Dezember 2007):
| Gemeinde          | Einwohner |
| ----------------- | --------- |
| Aosta/Aoste       | 34.672    |
| Saint-Vincent     | 4.846     |
| Châtillon         | 4.831     |
| Sarre             | 4.622     |
| Pont-Saint-Martin | 3.945     |
| Quart             | 3.456     |
| Saint-Christophe  | 3.209     |
| Gressan           | 3.135     |
| Courmayeur        | 2.969     |
| Saint-Pierre      | 2.835     |
| Nus               | 2.755     |
| Donnas            | 2.683     |
| Verrès            | 2.658     |
| Charvensod        | 2.368     |
| Valtournenche     | 2.211     |
| La Salle          | 2.018     |

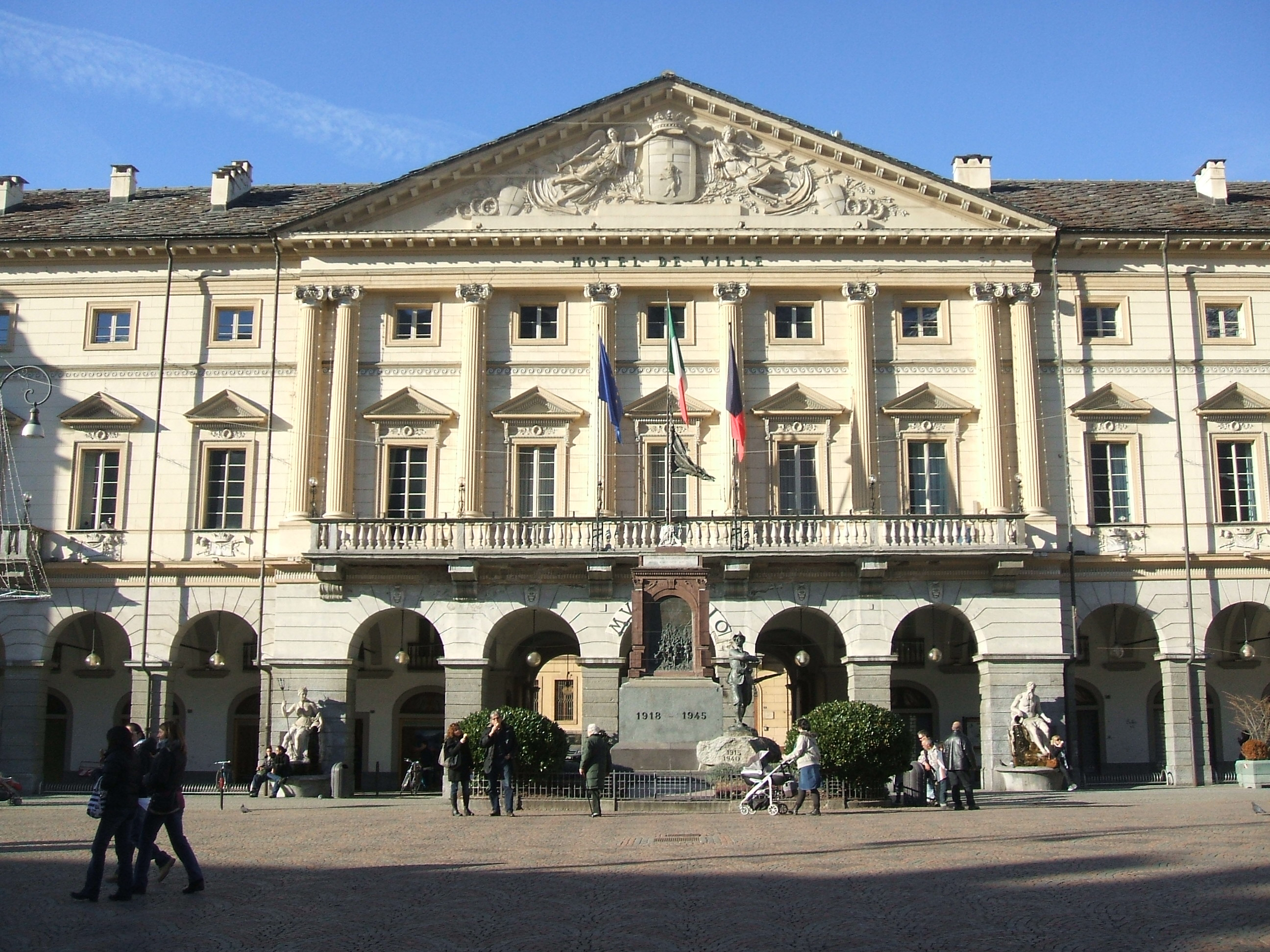
Hôtel de ville, Aosta
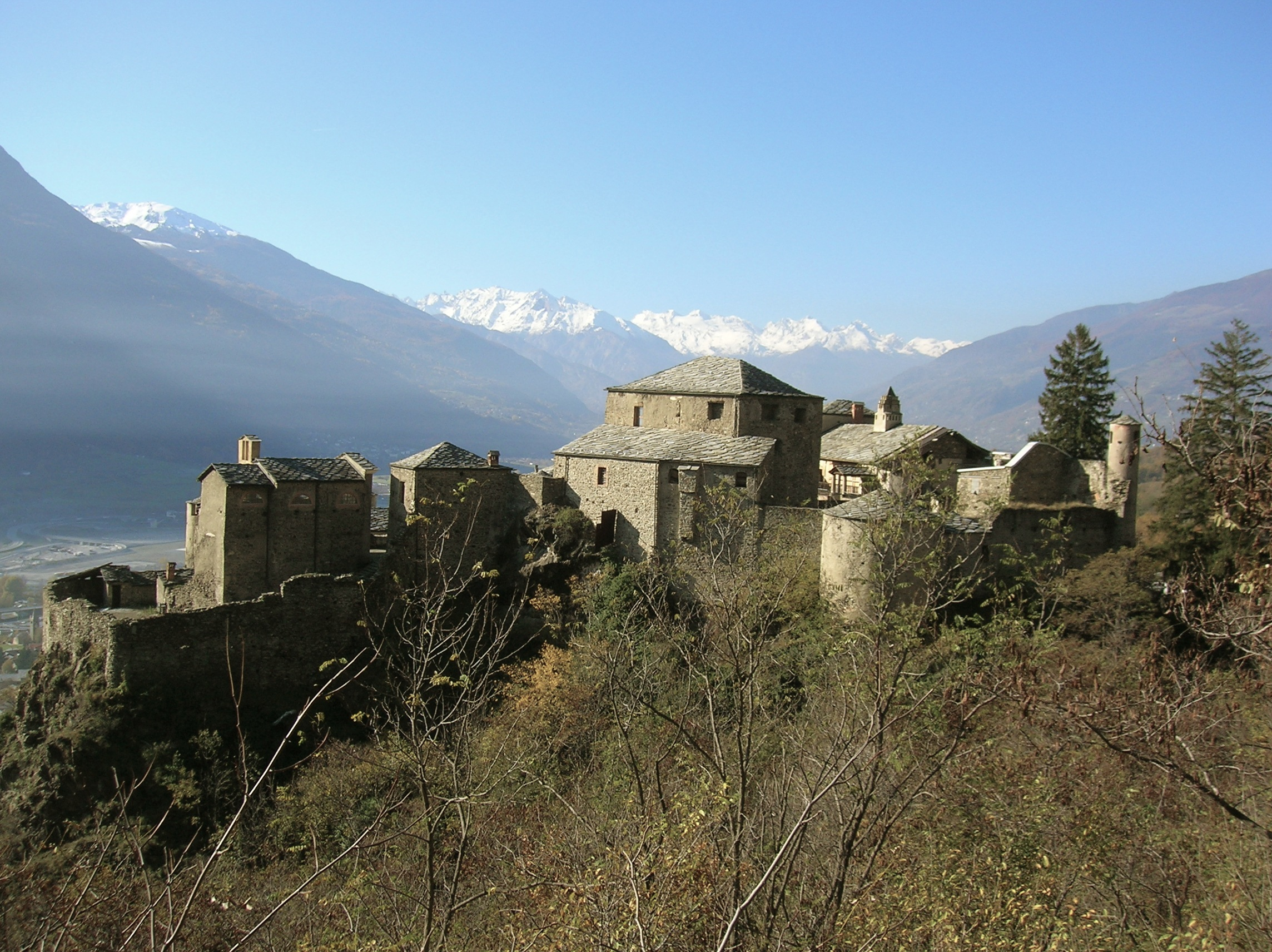
Quart, das Schloss
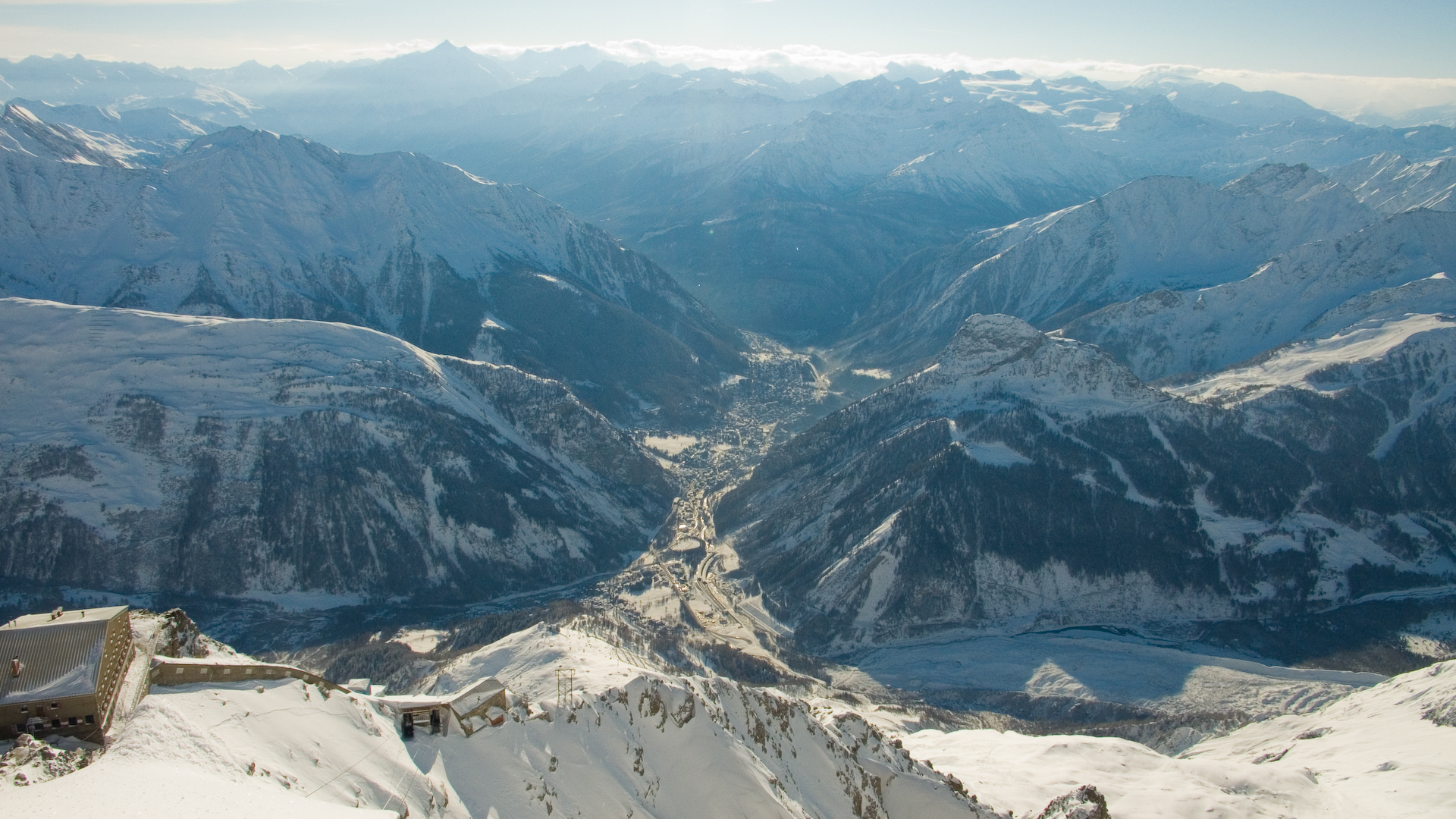
Courmayeur
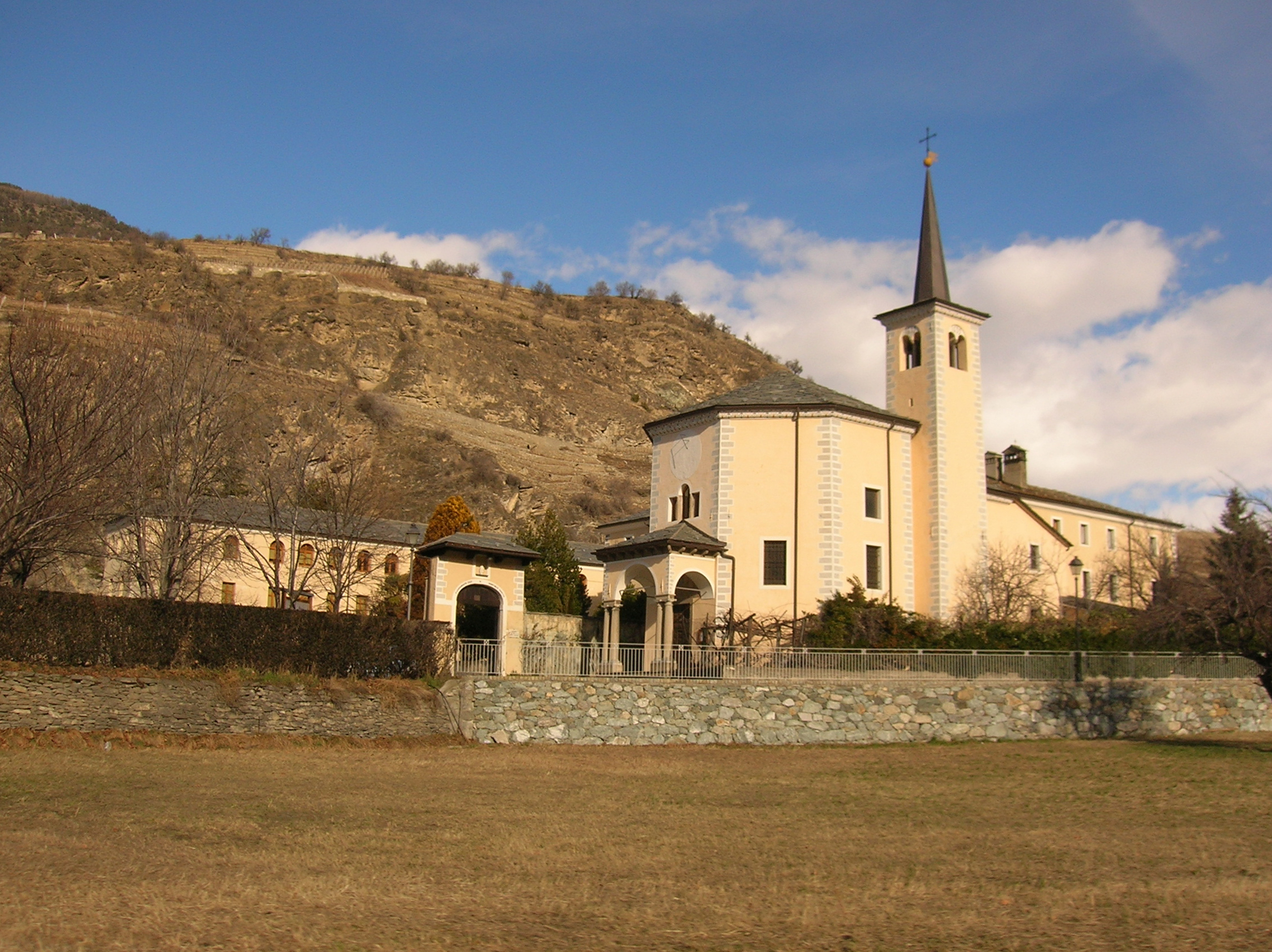
Saint-Pierre, Priorat Saint-Jacquême

## Geschichte

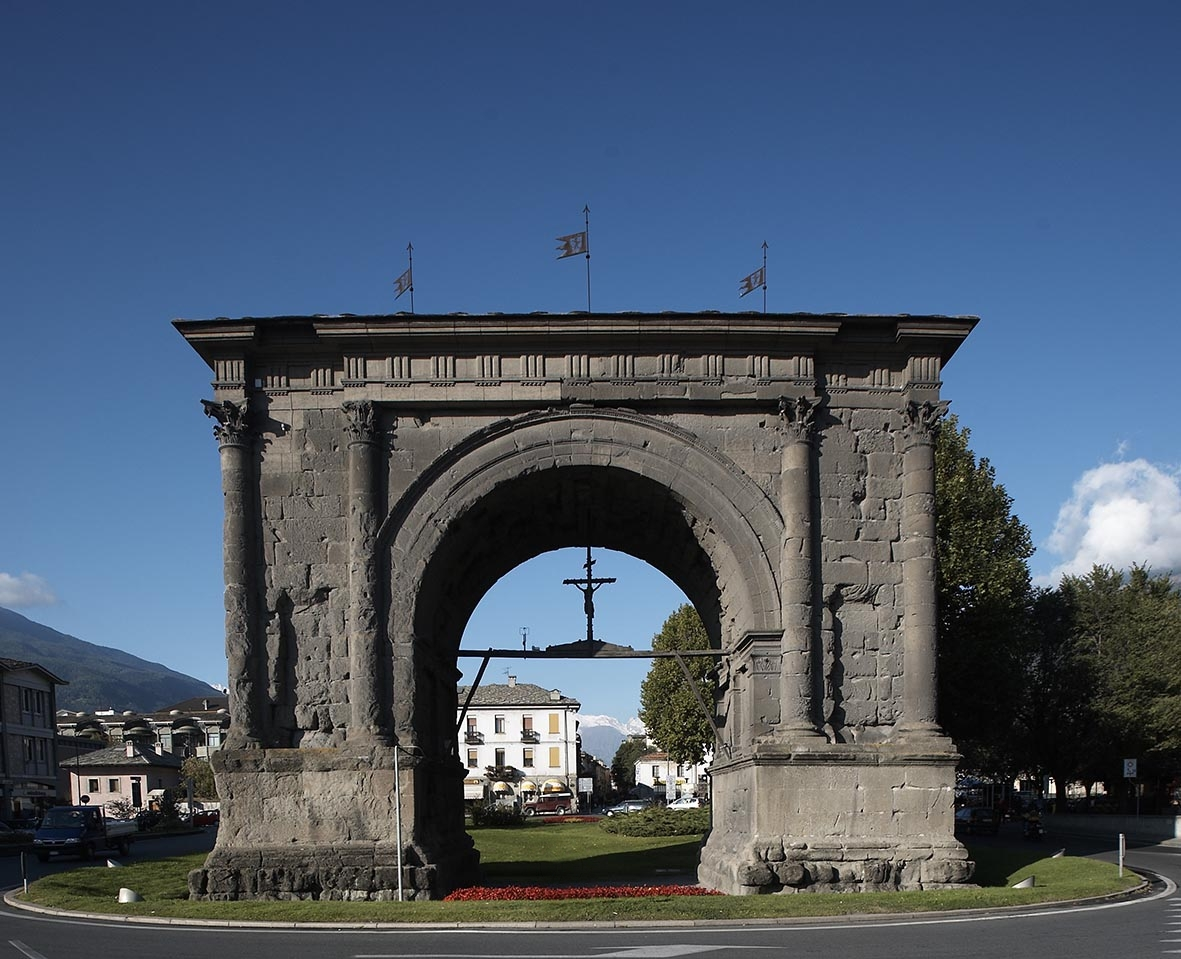
Augustusbogen in Aosta

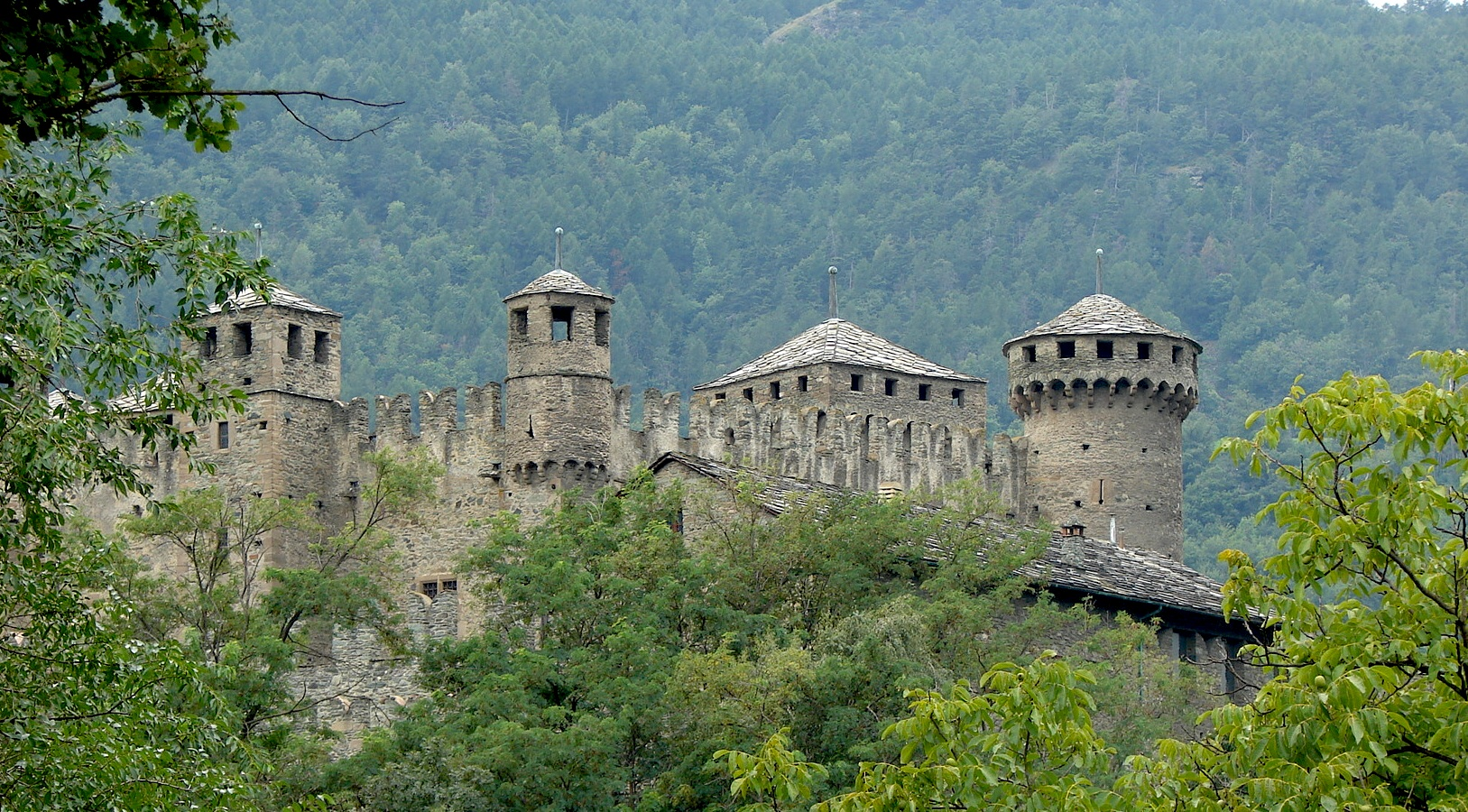
Burg von Fénis

Ursprünglich von den keltischen Salassern bewohnt, wurde die Region ab dem 2. Jahrhundert vor Christus teilweise und im Jahr 25 vor Christus endgültig von den Römern erobert, die das Volk der Salasser durch Deportation und Versklavung auslöschten.
Die Römer gründeten die Kolonie Augusta Praetoria, das heutige Aosta, am Fuße der Passwege über den Kleinen und den Grossen St. Bernhard.
Burgunder, Ostgoten, Langobarden und Franken ergriffen sukzessive von dem Gebiet Besitz. Seit dem 11. Jahrhundert und bis 1946 gehörte das Aostatal zum Herrschaftsgebiet des Hauses Savoyen. Nur für kurze Zeit fiel es unter französische Herrschaft (1691; 1704–1706, während des Spanischen Erbfolgekrieges; 1796–1814 Anschluss durch Napoleon). Als Teil der Region Savoyen war es aber französisch- und frankoprovenzalischsprachig.
Im Jahr 1861 wurde das Aostatal Teil des Italienischen Königreiches und der Provinz Turin zugeschlagen. Das restliche Savoyen trat Italien an Frankreich ab.
Seit dem zweitgeborenen Sohn des ersten italienischen Königs Viktor Emanuel II., Amedeo, 1870–1873 König von Spanien, der Titel eines Duca di Aosta (Herzog von Aosta) verliehen wurde, führte diese Linie des Königshauses (bis 1946) den Titel fort.
Während des Faschismus wurde die Italianisierung massiv vorangetrieben. Französisch wurde verboten und eine massive Immigration von Italienern gefördert. 1927 wurde das Aostatal von Turin getrennt und zur Provinz erklärt.
Nach der Besetzung Italiens durch die Deutschen im September 1943 (Fall Achse), entwickelte sich das Aostatal zu einem der wichtigsten Zentren des italienischen Widerstandes (Resistenza) gegen die deutschen Besatzer und die mit diesen verbündete Italienische Sozialrepublik. Am 25. Februar 1973 verlieh der italienische Präsident Giovanni Leone hierfür der „Provincia di Aosta per la Valle d'Aosta“ die Goldene Tapferkeitsmedaille.
Nach dem Zweiten Weltkrieg wurde die kleine Region mit einem Sonderstatut versehen, um den annexionistischen Bestrebungen Frankreichs entgegenzusteuern und dem Wunsch der Valdostaner nach Autonomie zu entsprechen. Erster Präsident wurde der Historiker Federico Chabod.

## Bevölkerung und Sprachen

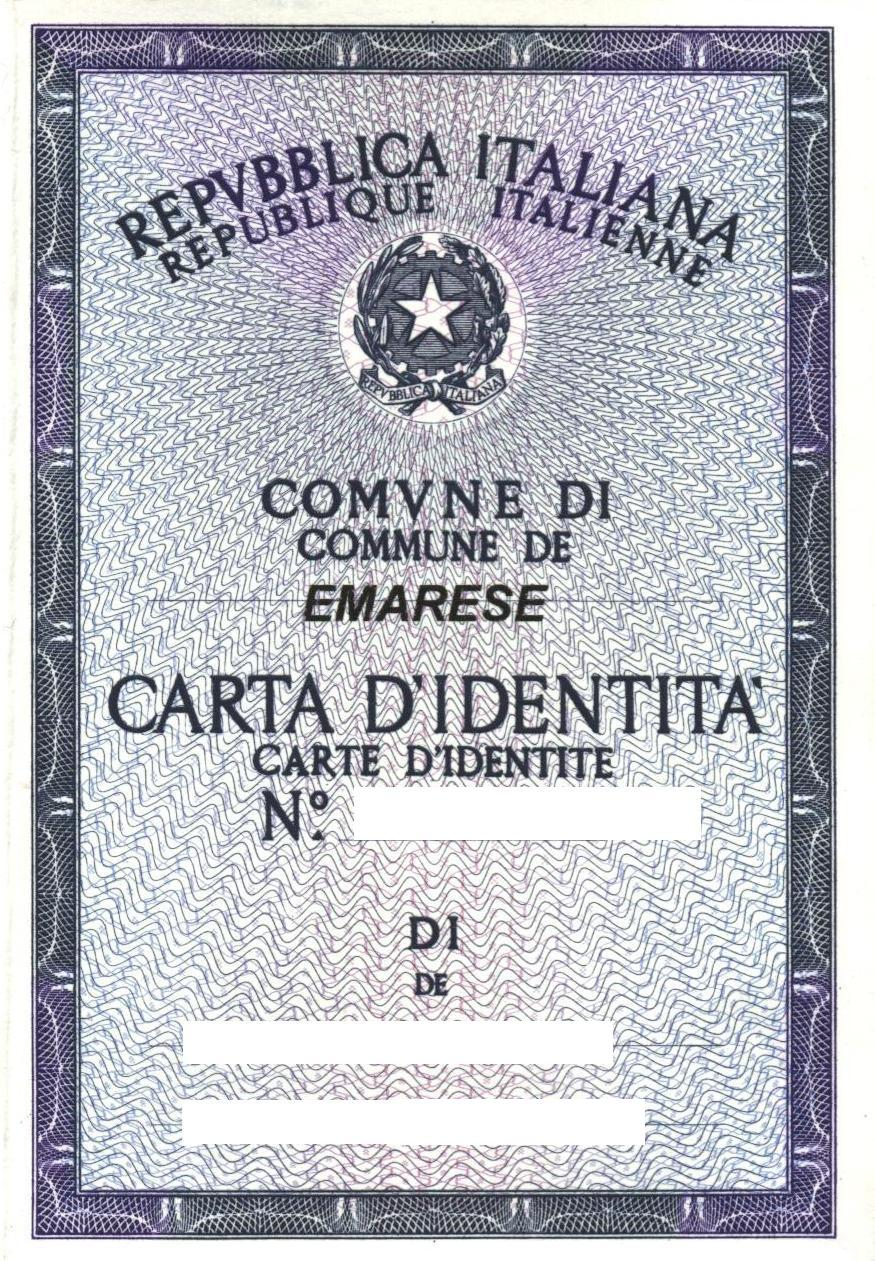
Zweisprachiger Ausweis

Das Aostatal ist offiziell eine mehrsprachige Region.
Amtssprachen sind Italienisch und Französisch, die offiziell gleichgestellt sind. Auch in der italienischen Verfassung ist die doppelsprachige Version Valle d’Aosta/Vallée d’Aoste verankert. Die öffentlichen Ämter richten sich nach der Zweisprachigkeit. In der Schule haben Italienisch und Französisch denselben Stellenwert. So müssen Abiturienten aus dem Aostatal sowohl eine Italienisch- als auch eine Französischprüfung ablegen.
Aus einer Umfrage der Stiftung Émile Chanoux ergab sich jedoch, dass Italienisch für die weitaus meisten Valdostaner Muttersprache ist und nur noch ein Teil der Bevölkerung die traditionelle Volkssprache, einen frankoprovenzalischen Dialekt (Patois), als erste Sprache betrachtet. Frankoprovenzalisch hat in den ländlichen Seitentälern aber nach wie vor eine starke Position und wird dort, anders als in Frankreich und in der Schweiz, noch von Vertretern aller Generationen gesprochen. Standardfranzösisch hingegen hat seine Domänen in den Bereichen Politik, Verwaltung und Kultur.
| Muttersprache                             | Bevölkerungsanteil |
| ----------------------------------------- | ------------------ |
| Italienisch                               | 71,5 %             |
| Frankoprovenzalisch                       | 16,2 %             |
| Französisch                               | 0,99 %             |
| andere Sprachen und italienische Dialekte | 11,31 %            |

Aufgrund der Schulbildung haben beinahe 80 % der Einwohner des Aostatals Kenntnisse im Französischen, Frankoprovenzalisch beherrschen annähernd 70 % der Bürger.
| Sprachkenntnisse    | Bevölkerungsanteil |
| ------------------- | ------------------ |
| Italienisch         | 96,02 %            |
| Französisch         | 78,35 %            |
| Frankoprovenzalisch | 68,46 %            |

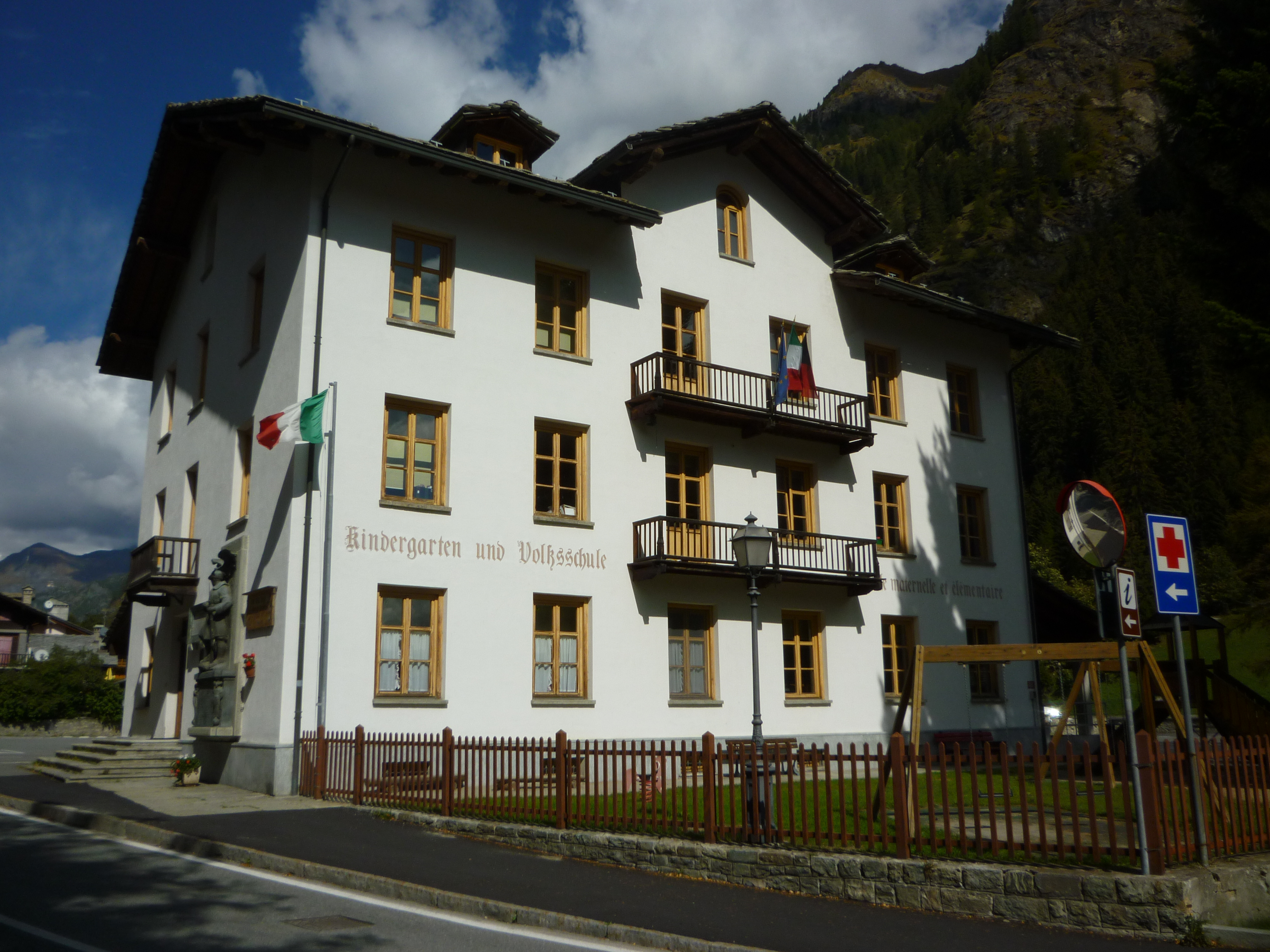
Kindergarten und Volksschule, Gressoney-Saint-Jean

In den Ortschaften Gressoney-la-Trinité, Gressoney-Saint-Jean und Issime wird eine deutsche Mundart gesprochen. Das regionale Statut sieht den Schutz der kulturellen und sprachlichen Minderheit vor und gewährleistet den muttersprachlichen Unterricht.
Das Walserdeutsche wird auch in der Provinz Verbano-Cusio-Ossola und in der Provinz Vercelli gesprochen. Die Anzahl der Sprecher wird auf 1.000 geschätzt.

## Autonomie und Politik

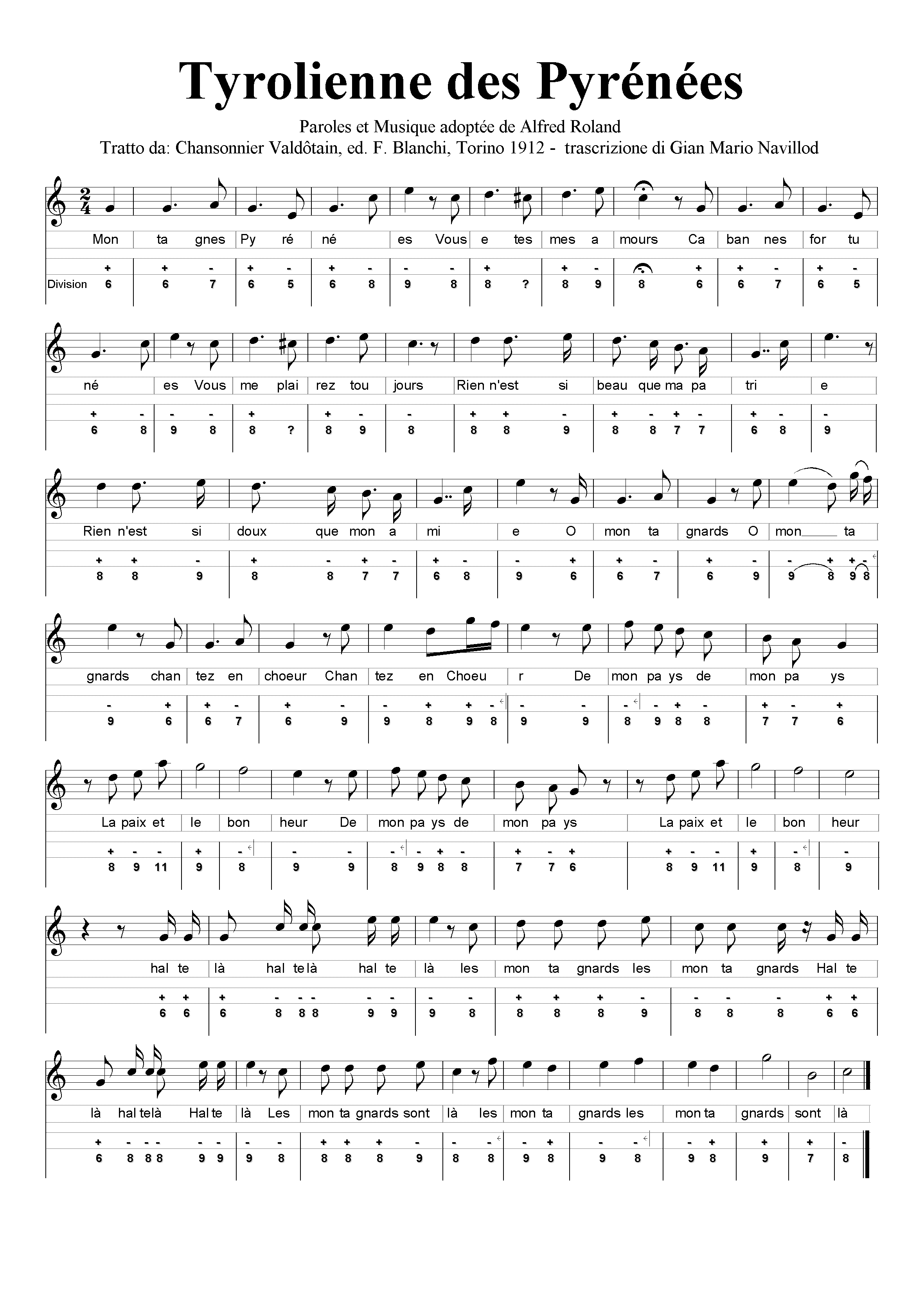
Melodie und Text der Aostatal-Hymne

Aufgrund des Sonderstatuts von 1948 ist das Aostatal eine autonome Region.
Der Regionalrat übt die autonomen Gesetzgebungsbefugnisse aus. Er besteht aus 35 Regionalräten. Darüber hinaus gibt es einen Regionalausschuss, dem der Präsident der Region vorsteht.

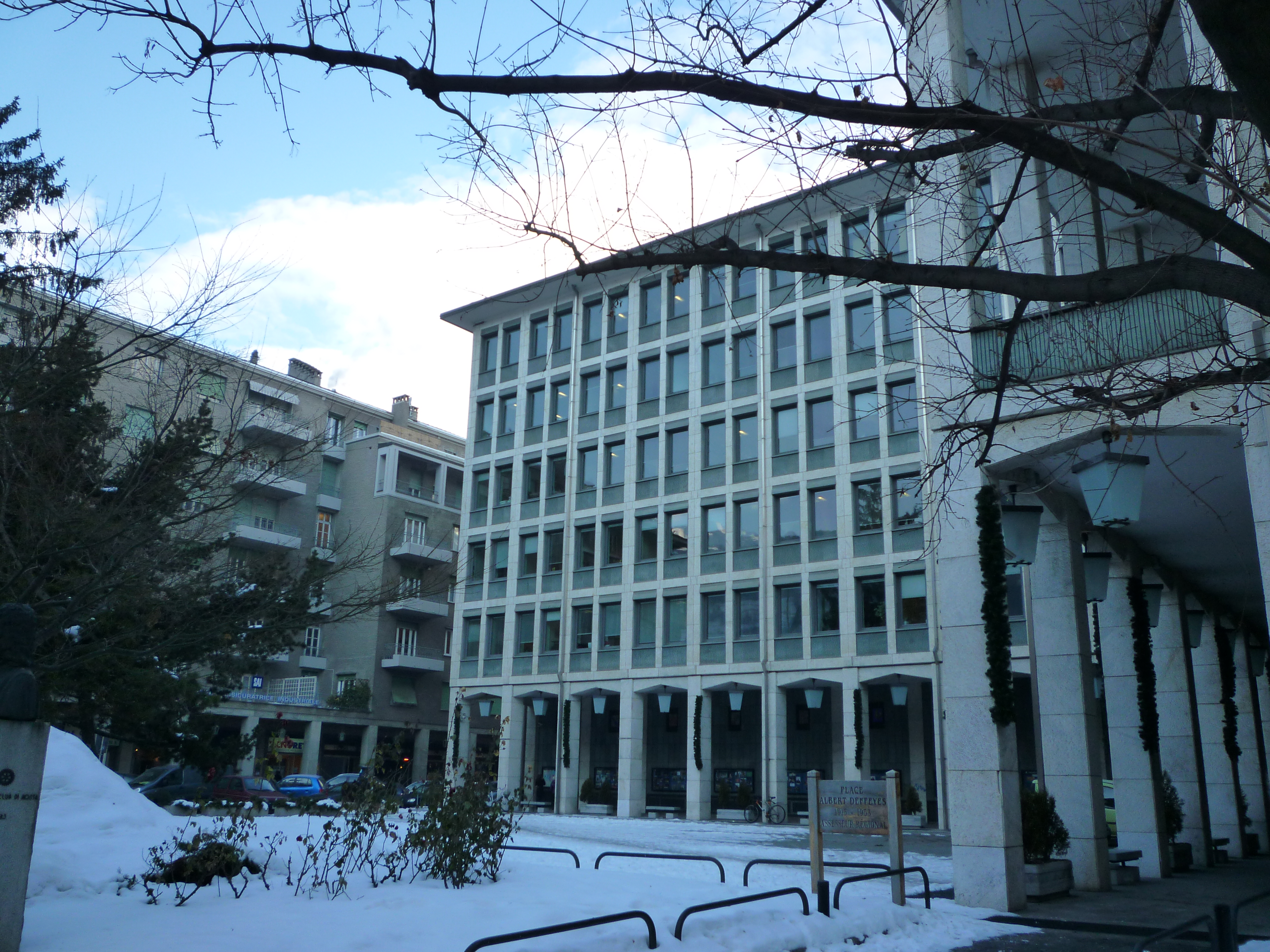
Sitz der Regionalregierung in Aosta

In Sachen Finanzen stehen dem Aostatal 90 % der eingetriebenen Steuern zu. Das heißt, die Region hat pro Jahr und Einwohner etwa 12.000 Euro zur Verfügung.
Im italienischen Parlament ist das Aostatal durch einen Senator und einen Abgeordneten vertreten, die gemäß dem Mehrheitswahlrecht gewählt werden.
Während alle anderen Regionen bei der Versammlung zur Wahl des Staatspräsidenten drei Vertreter entsenden, ist das Aostatal wegen seiner geringen Größe aber nur durch einen Deputierten vertreten.
Die politische Bühne wurde lange Zeit von den autonomistischen Bewegungen Union Valdôtaine und Stella Alpina sowie deren diversen Abspaltungen dominiert. Seit der Regionalwahl 2020 ist jedoch die rechtspopulistische Lega stärkste Kraft im Regionalrat, seit 2022 stellt sie auch die Vertreterin des Aostatals im italienischen Senat.
Durch das Regionalgesetz 6/2006 vom 16. März 2006 wurde das Lied Montagnes Valdôtaines zur Hymne des Aostatals erkoren. Die Melodie stammt von Alfred Roland und hatte ursprünglich den Titel Tyrolienne des Pyrénées.
- EV: 2
- PD: 5
- SA: 1
- Sonst.: 7
- UV: 11
- FI: 3
- Lega: 6

EV ist in einem „Wahlbündnis“ mit anderen Parteien und verfügt nur über einen Sitz. Da EV die bekannteste Partei in dem Bündnis ist, wurde dort gleich „2“ geschrieben, da das Bündnis 2 Sitze hat.
Sonstige = Valdotain Rallye (5), PIA (2)

Die Mehrheit besteht aus UV, PD, PIA und SA, die zusammen auf 19 von 35 Sitzen – und somit auf eine knappe Mehrheit kommen.

## Wirtschaft
Die Landwirtschaft spielt in der Region Aostatal noch immer eine wichtige Rolle. Aus den Bergtälern der Region stammt der Fontina, ein Käse mit geschützter Herkunftsbezeichnung. Das gleichnamige Aostatal (Tal der Dora Baltea) ist auch ein bekanntes Weinbaugebiet (siehe Valle d’Aosta (Wein)): Für seine Weine existiert seit 1985 die DOC „Valle d’Aosta“ oder „Vallée d’Aoste“. Die Weine dürfen unter Verwendung dieser DOC in den Verkehr gebracht werden, sofern sie die Anforderungen erfüllen.
Der bedeutendste Wirtschaftszweig ist der Tourismus. Bekannt sind die Wintersportorte Courmayeur und Breuil-Cervinia, das eine Skischaukel mit dem schweizerischen Zermatt verbindet.
Das Aostatal gehört zu den wohlhabendsten Regionen Italiens. Die Gemeinde Ayas war 2007 die reichste im gesamten Staat, das Durchschnittseinkommen pro Steuerzahler lag bei 66.408 Euro.
Im Vergleich mit dem Bruttoinlandsprodukt der EU ausgedrückt in Kaufkraftstandards erreicht die Region einen Index von 122 (EU-28:100) (2015). Im Jahr 2017 lag die Arbeitslosenquote bei 7,8 %.

## Infrastruktur

Zweisprachige Verkehrsbeschilderung, Villefranche de Quart

Die von Turin kommende italienische Autobahn A5 durchläuft das gesamte Aostatal und ist über den Mont-Blanc-Tunnel an das französische Autobahnnetz (A40) angebunden.
Über den Alpenpass Kleiner Sankt Bernhard besteht eine Verbindung zum französischen Ort Bourg-Saint-Maurice. Der Alpenpass Grosser St. Bernhard mit dem 1964 eröffneten Grossen-St.-Bernhard-Tunnel verbindet den Ort Martigny in der Schweiz mit der Stadt Aosta.
Außerdem wird das Aostatal durch eine Eisenbahnstrecke von Chivasso über Aosta nach Pré-Saint-Didier erschlossen.
Der Flughafen Aosta ist der Regionalflughafen des Tales.

## Kultur und Bildung
Die 2000 gegründete Universität Aostatal hat ihren Sitz in Aosta und Saint-Christophe.

## Sehenswürdigkeiten

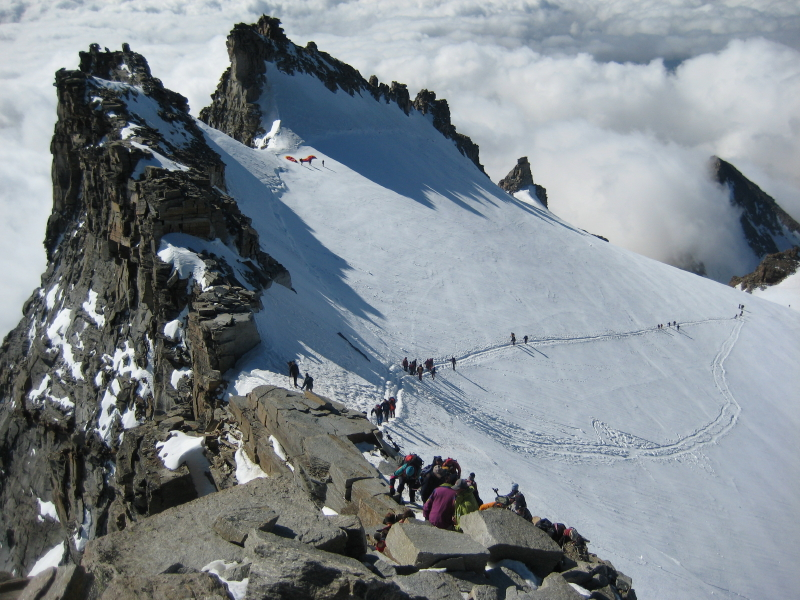
Blick vom Gran Paradiso auf die Aufstiegsroute

Das Aostatal ist mit den Orten Bard und Étroubles in der Liste der Vereinigung I borghi più belli d’Italia (die schönsten Orte Italiens) vertreten.
In Aosta und anderen Gemeinden sind Monumente aus der römischen Zeit erhalten geblieben. Aus dem Mittelalter stammen mehrere große Burgen, und am Unterlauf der Dora Baltea steht auf einem mächtigen Felsmassiv die neuzeitliche Festung von Bard.
Der Nationalpark Gran Paradiso wurde 1922 als erster Nationalpark in Italien eingerichtet.